# 1340
1340 (MCCCXL) je bilo prestopno leto, ki se je po julijanskem koledarju začelo na soboto.

## Dogodki

### Stoletna vojna
- začetek leta - Francoski kralj Filip VI. nadaljuje s pripravami na invazijo  na Anglijo v flandrijskem pristaniškem mestu Sluys. Na nasprotni strani Angleži nadgrajujejo svoje največje trgovske ladje v vojne ladje, ki so nevarne zlasti v boju iz bližine. Globji ugrez in jadra jim sicer preprečujejo manevriranje v plitvinah, vendar tudi Francozi nimajo več galej, potem ko so se sprli s svojimi genovskimi zavezniki.
- 26. januar - Gent, Flandrija: angleški kralj Edvard III. se razglasi za kralja Francije. Do francoske krone bi bil upravičen, če ne bi Francozi v izogib tej neprijetnosti ponovno začeli uporabljati salijsko dedno pravo, ki je izključno patrilinearno.
- maj -  Vojska Filipa VI. napade severnofrancosko proangleško grofijo Hainaut in jo opustoši.
- 20. junij - Po izkrcanju začno Angleži oblegati profrancosko flamsko mesto Tournai. Obleganje se zavleče in nevarno izprazni angleško blagajno, v obleganem mestu Tournai pa shrambe s hrano.
- 22. junij - Angleška vojna flota odpluje iz zbirališča na ustju reke Orwell, Suffolk. Do Sluysa, kjer se še vedno oborožuje in združuje francoska invazijska flota, pripluje naslednji dan, vendar počaka, da se ji pridruži še Edvard III. ↓

- 24. julij → Bitka pri Sluysu: angleška flota pod vodstvom kralja Edvarda III. odločujoče porazi francosko invazijsko floto pod vodstvom bretonskega admirala Huguesa Quiéreta, ki se je po preteklih vzorih odločil za trdno obrambno linijsko formacijo z veriženjem ladij, tako da gre dejansko za kopensko bitko na morju. Zmago Angležev so odločili lokostrelci z dolgim lokom, ki so tvorili dve tretjini formacij angleške flote, preostalo tretjino pa pešaki za izkrcanje. Angleška zmaga Angliji zagotovi pomorsko prevlado, a uniči angleške trgovce, saj jim kralj Edvard III. ne vrne nazaj ladij, niti ne izplača nobene odškodnine za zaplembo.
- 26. julij - Bitka pri Saint-Omerju: mnogo manj uspeha kot v bitki pri Sluysu imajo Angleži v bitki pri Saint-Omerju v grofiji Artois. Francozi pod vodstvom burgundskega vojvode Oda IV. in armagnaškega grofa Ivana I. popolnoma uničijo od trikrat do petkrat večjo angleško vojsko pod vodstvom Roberta III. Artoiškega, ki jo je sestavljala med 10-15.000 flandrijske pehote in 1000 angleških lokostrelcev. Robert III. naslednjega dne zjutraj ugotovi, da so mu Francozi med zagriženimi pouličnimi boji popolnoma uničili flandrijsko pehoto, ki je ostala zunaj obzidja, tj. okoli 8.000 mož.
- 25. september - Sporazum v Espléchinu: Edvardova tašča in Filipova sestra Ivana Valoiška posreduje po pooblastilu Benedikta XII. med sovražnikoma in zagotovi petletni mir, ki pa se konča že naslednje leto ob vprašanju bretonskega nasledstva. Konec prve faze stoletne vojne. Naslednja faza: spor za bretonsko nasledstvo. 1341 ↔
  - Firence zaidejo v gospodarsko recesijo. Bankrotira tretja največja florentinska bančna hiša Acciaiuoli in ostali bankirji so previdni z izdajanjem posojil, kar se zlasti pozna v financah Edvarda III.

### Rekonkvista
- začetek leta - Ceuta: maroški marinidski sultan Abu al-Hasan začne z zbiranjem in organiziranjem invazijske flote za ponovno osvojitev krščanskih kraljevin na Iberskem polotoku.
- 1. april - Marinidska invazijska flota se pred Gibraltarjem spopade z manjšo obrambno kastiljsko floto. Le petim ladjam uspe pobegniti.
- poletje - Marinidi tovorijo vojsko in opremo čez Gibraltarski preliv. Kastiljski kralj Alfonz XI. pokliče na pomoč sosednja kralja portugalskega Alfonza IV. (tasta) in aragonskega Jakoba I..
- 14. avgust - Muslimanski invazijski vojski se v južnem, marinidskem žepu Analuzije, pridruži še sultan Abu al-Hasan z dvorom.
- 22. september - Združeni muslimanski vojski maroških Marinidov in Granadskega emirata pričneta oblegati kastiljsko Tarifo. Maroški sultan Abu al-Hasan naredi strateško napako, ko zaradi velikih stroškov vzdrževanja  iz marinidske flote odpusti zaveznike, ki jih ne more poplačati. Meni namreč, da je že strl pomorsko moč iberskih kristjanov.
- oktober -  Kastiljci z veliko naglico dokončajo več kot 30 vojnih galej. Pridruži se jim še polno opremljena portugalska flota skupaj z Genovčani, ki so se leto dni poprej sprli s Francozi glede angleškega izplena in jih zapustili. Vodi jo portugalski admiral genovskega rodu Manuel Pessanha. Združeni Kastiljci in Portugalci odrežejo marinidsko invazijsko vojsko od oskrbovalnih baz v afriškem delu sultanata.
- 10. oktober - Močan orkan potopi 10 kastiljskih galej, ki se jim je poznala naglica pri gradnji. Sultan Abu al-Hasan brž ukaže silovit naval na oblegano Tarifo, ki pa je odbit ob hudih izgubah na obeh straneh.
- 15. oktober - Kastiljsko-portugalski floti se pridruži še glavnina kastiljske flote pod vodstvom kralja Alfonza XI.
- 26. oktober - Kastiljci in Portugalci se izkrcajo pri reki Salado in postavijo bazni tabor. Alfonz XI. pošlje 1000 vitezov in 4000 pešakov, da okrepijo garnizijo Tarife, ki je bila tik pred padcem. Ponoči jim uspe s trikom presenetiti nasprotnika in vstopiti v mesto. Osramočeni muslimanski poveljnik, ki je odgovoren za ta sektor mesta, podatek zamolči sultanu, kar ima naslednji dan resne posledice. 
  - Aragonski kralj Jakob I. tačas zatira upore muslimanov v Murciji in napada vzhodno mejo Granadskega emirata.
- 30. oktober - Bitka pri reki Salado: združeni krščanski vojski Kastiljcev in Portugalcev odločujoče porazita muslimanski vojski maroških Marinidov in Granadskega emirata. Preboj omogočijo ravno skrite sile iz oblegane Tarife, za katere sultan ni vedel. Zmagovalci so do poražencev neprizanesljivi. Vse na begu pobijejo, pokoljejo celoten sultanov dvor, ki ga je spremljal, samemu sultanu pa uspe pobegniti v Gibraltar, od koder se pod okriljem noči vrne nazaj v Maroko. Nobena muslimanska vojska nikoli več ne poskusi zavzeti Iberskega polotoka. Granadski emirat postane obsojen na politično životarjenje in postopno salamoreznico do konca rekonkviste leta 1492. Nadaljevanje rekonkviste → 1341.

### Ostalo
- Ocenjeno je, da ima Evropa v tem letu okoli 75 milijonov prebivalcev.
- 31. marec - Umrlega moskovskega kneza in hkrati vladimirskega velikega kneza[1] Ivana I. Kalito ob privolitvi kana Zlate horde Uzbeka nasledi najstarejši sin Simeon Moskovski.

- 1. april - Umre grof Holstein-Rendsburga Gerhard III. Holsteinski, ki je vladal večini Danske kot vojaški diktator. Nikoli se ni razglasil za kralja ali regenta, zato je na Danskem stalno zatiral upore vseh stanov, ki so proti njemu organizirali gverilsko vojno. Tega dne ga je v spalnici ubil oporoda Niels Ebbesen, ki ga Danci zaradi tega smatrajo za narodnega heroja. Po osmih letih nemške diktature Danska ponovno dobi kralja in sicer Valdemarja IV., sina nesposobnega kralja Krištofa II., ki je Dansko zadolžil čez vse razumne mere. 20 letni Valdemar IV. se izkaže za dosti bolj politično sposobnega in finančno spretnega voditelja. 
  - Sinova umorjenega oligarha Gerharda II. Henrik II. in Nikolaj nasledita Holstein, ne podedujeta pa očetovih ambicij po Danski. Iz temnice Gerharda III. je  tudi  izpuščen legitimni naslednik danske krone estonski vojvoda Oton, ki se potem pridruži križnikom.
- 6. april - Umre trapezuntski cesar Vasilij Veliki Komnen. Najverjetneje ga zastrupi soporoga Irena Pelologina, ki zatem prevzame oblast v tem žepnem cesarstvu. 1341 ↔
- 7. april - Bojarji umorijo kralja Galicije-Volinije Boleslava Jurija II., ki je brez naslednika. Za omenjeno kraljevino oziroma rusko kneževino se spopadeta Litva in Poljska. Poljski kralj Kazimir III. napade Galicijo že to leto. Katoliški Poljaki in poganski Litvanci so v zapletenem razmerju: glede Galicije so med sabo v vojni, a ko gre za vojno z Nemškim viteškim redom, so zavezniki.
- 7. julij - Holandski grof Vilijem IV. podeli Rotterdamu mestne pravice. Takrat ima to pristaniško mestece približno 2000 prebivalcev.
- 2. november - V enem od spopadov z nemškimi Holsteinci je v boju ubit danski narodni heroj Niels Ebbesen. ↑
- 20. december - Po smrti spodnje bavarskega vojvode Ivana I. Wittelsbaškega nasledi omenjeno vojvodino njegov tast rimsko-nemški cesar in zgornje bavarski vojvoda Ludvik IV. Wittelsbaški.
- Litvanski veliki knez Gediminas vključi v Veliko litovsko kneževino sosednje ruske kneževine, ki so jih vojaško oslabila nenehna plenjenja in politična vmešavanja sosednje tatarske Zlate horde, vendar prodre zgolj toliko, da ne meji neposredno na Zlato hordo. Vladar Zlate horde Uzbeg kan‎ se prepozno zave, da je dobil novega nevarnega soseda, ki ga za razliko od ruskih knezov ne more obvladovati. Glede osvojitve kraljevine Galicije-Volinije se Gediminas spre s poljskim kraljem Kazimirjem III.. Z novim moskovskim knezom Simeonom Ivanovičem oblikuje zavezništvo, ko mu v zakon preda hčerko. Vrh Gediminasove premišljene diplomacije so politično korektni odnosi z avignonskim Svetim sedežem kljub dejstvu, da je pogan. 1341 ↔
- Rusija: kratka vojna med Novgorodsko republiko in Moskovsko kneževino. Moskovski knez Simeon, ki ima hkrati naziv vladimirskega velikega kneza, hoče priključiti obmejno mesto Toržok, ki spada pod Novgorod, Moskovski kneževini. Meščani mesta Toržok sprejmejo Simeonovo ponudbo, ne pa tudi bojarji. Še preden pride do spopada, predajo Novgorodci mesto Moskvi. Predaja ni prostovoljna, saj se Novgorodci to leto bore še na dveh frontah: proti Švedom in Litvancem. 1341 ↔

## Rojstva
- 5. marec - Cansignorio della Scala, vladar Verone († 1375)
- 6. marec - John Gaunt, angleški princ, 1. vojvoda Lancaster, akvitanski vojvoda († 1399)
- avgust - Hakon VI., norveški kralj, švedski sokralj († 1380)
- 30. november - Ivan Valoiški, francoski princ, vojvoda Berryja in Auvergneja, grof Poitiersa († 1416)
- Antoniotto Adorno, 6. genovski dož († 1398)
- Clemente Promontorio, 13. genovski dož († 1415)
- Elizabeta Kotromanić, hčerka bosanskega bana, madžarska kraljica in regentinja, poljska kraljica († 1387)
- Enguerrand VII. de Coucy, francoski plemič, baron de Coucyja, zet angleškega kralja Edvarda III. († 1397)
- Eustache Deschamps, francoski pesnik († 1406)
- Gadifer de la Salle, francoski vitez, kastiljski najemnik, raziskovalec († 1415)
- Gerard Groote, nizozemski teolog († 1384)
- Giacomo Fregoso, 10. genovski dož († 1420)
- Hasdaj Kreskas, španski judovski teolog, rabin, filozof († 1410)
- Jan Bondol, flamski iluminator († 1400)
- Janez Nepomuk, češki narodni svetnik († 1393)
- Margaret Drummond, škotska kraljica († 1375)
- Mojster Bertram, nemški poznogotski slikar († 1415)
- Narajana Pandit, indijski matematik († 1400)
- Niccolo Zoagli, 15. genovski dož († 1408)
- Nikolaj Tavelić, hrvaški frančiškanski misijonar, mučenec, svetnik († 1391)
- Peter II., grof Urgella († 1408)
- Philip van Artevelde, flamski narodni heroj († 1382)
- Štefan Permski, ruski pravoslavni misijonar, raziskovalec, jezikoslovec, slikar, svetnik († 1396)

## Smrti
- 31. marec[2] - Ivan I. Danilovič Kalita, moskovski knez, veliki vladimirski knez (* 1288)
- 1. april - Gerhard III. Holsteinski, nemški plemič, danski oligarh, grof Holstein-Rendsburga (* 1292)
- 6. april - Vasilij Veliki Komnen, trapezuntski cesar
- 7. april - Boleslav Jurij II., kralj Galicije-Volinije (* 1308)
- 20. december - Ivan I., vojvoda Spodnje Bavarske (* 1329)
- Jožef Kaspi, provansalski judovski učenjak (* 1279)